# Comunidad de comunas de Kreiz-Breizh
La Comunidad de comunas del Kreiz-Breizh (Communauté de communes du Kreiz-Breizh, CCKB en francés), es una estructura intercomunal francesa situada en el departamento francés de Costas de Armor de la región de Bretaña.

## Historia
Fue creada el 30 de diciembre de 1993 con la unión de las ocho comunas del antiguo cantón de Gouarec, las seis comunas del antiguo cantón de Rostrenen, siete de las ocho comunas del antiguo cantón de Saint-Nicolas-du-Pélem y siete de las ocho comunas del antiguo cantón de Maël-Carhaix y que actualmente forman parte del nuevo cantón de Rostrenen.
El 1 de enero de 2015, tres de las comunas (Plévin, Tréogan y Treffrin, del antiguo cantón de Maël-Carhaix), dejaron la comunidad de comunas de Kreiz-Breizh y pasaron a formar parte de la comunidad de comunas Poher Comunidad.

## Nombre
Debe su nombre a que todas las comunas se hallan en la región Centro-Oeste de Bretaña, denominada Kreiz-Breizh.

## Composición
La Comunidad de comunas reagrupa 25 comunas:
| Comuna                 | Código INSEE | Cantón    | Población (2012) | Superficie (km²) | Densidad (hab./km²) |
| ---------------------- | ------------ | --------- | ---------------- | ---------------- | ------------------- |
| Canihuel               | 22029        | Rostrenen | 372              | 32,14            | 12                  |
| Glomel                 | 22061        | Rostrenen | 1414             | 79,93            | 18                  |
| Gouarec                | 22064        | Rostrenen | 906              | 6,41             | 141                 |
| Kergrist-Moëlou        | 22087        | Rostrenen | 652              | 47,16            | 14                  |
| Laniscat               | 22107        | Rostrenen | 802              | 24,21            | 33                  |
| Lanrivain              | 22115        | Rostrenen | 538              | 36,74            | 15                  |
| Lescouët-Gouarec       | 22124        | Rostrenen | 206              | 18,73            | 11                  |
| Locarn                 | 22128        | Rostrenen | 459              | 32,36            | 14                  |
| Maël-Carhaix           | 22137        | Rostrenen | 1612             | 36,57            | 44                  |
| Mellionnec             | 22146        | Rostrenen | 413              | 24,22            | 17                  |
| Paule                  | 22163        | Rostrenen | 724              | 37,56            | 19                  |
| Perret                 | 22167        | Rostrenen | 174              | 12,22            | 14                  |
| Peumerit-Quintin       | 22169        | Rostrenen | 175              | 14,80            | 12                  |
| Plélauff               | 22181        | Rostrenen | 687              | 25,51            | 27                  |
| Plouguernével          | 22220        | Rostrenen | 1752             | 41,60            | 42                  |
| Plounévez-Quintin      | 22229        | Rostrenen | 1074             | 42,89            | 25                  |
| Rostrenen              | 22266        | Rostrenen | 3256             | 32,17            | 101                 |
| Saint-Connan           | 22284        | Rostrenen | 305              | 13,54            | 23                  |
| Sainte-Tréphine        | 22331        | Rostrenen | 217              | 12,52            | 17                  |
| Saint-Gelven           | 22290        | Rostrenen | 318              | 17,48            | 18                  |
| Saint-Gilles-Pligeaux  | 22294        | Rostrenen | 274              | 19,45            | 14                  |
| Saint-Igeaux           | 22334        | Rostrenen | 137              | 12,91            | 11                  |
| Saint-Nicolas-du-Pélem | 22321        | Rostrenen | 1725             | 41,04            | 42                  |
| Trébrivan              | 22344        | Rostrenen | 698              | 22,96            | 30                  |
| Trémargat              | 22365        | Rostrenen | 188              | 13,90            | 14                  |

## Competencias
La comunidad es un organismo público de cooperación intercomunal.
Sus recursos provienen del impuesto sobre los rendimientos del trabajo único, del sistema de contribuciones que se aplica a los residuos y asignaciones y subvenciones de diversos socios.
Sus competencias en general se centran en el desarrollo económico, medio ambiental, de empleo y los servicios comunitarios a los habitantes:
- Ordenación del Territorio
  - Plan de Coherencia Territorial (SCOT, en francés) (a título obligatorio).
  - Plan Sectorial (a título obligatorio).
- Desarrollo y organización económica
  - Acción de desarrollo económico de las actividades industriales, comerciales o de empleo, (apoyo de las actividades agrícolas y forestales...) (a título obligatorio).
  - Creación, organización, mantenimiento y gestión de zonas de actividades industriales, comerciales, terciario, artesanal o turístico (a título obligatorio).
- Desarrollo y organización social y cultural
  - Actividades culturales y socioculturales (a título facultativo).
  - Actividades deportivas (a título facultativo).
  - Construcción y/u organización, mantenimiento, gestión de equipamientos o establecimientos culturales, socioculturales, socioeducativos, deportivos… (a título optativo).
  - Transporte escolar (a título facultativo).
- Medio ambiente
  - Saneamiento no colectivo (a título facultativo).
  - Recogida y tratamiento de los residuos urbanos y asimilados (a título optativo).
  - Protección y valorización del Medio Ambiente (a título optativo).
- Vivienda y hábitat
  - Programa local del hábitat (a título optativo).
- Servicio de vías públicas
  - Creación, organización y mantenimiento del servicio de vías públicas (a título optativo).
- Otros
  - Adquisición comunal de material (a título facultativo).
  - Informática, Talleres vecinales (a título facultativo).